# Асоян, Арам Айкович
Арам Айкович Асоя́н (11 января 1941 или 1941, Шадринск — 25 ноября 2020, Санкт-Петербург) — советский и российский филолог и культуролог, доктор филологических наук (1992), профессор кафедры искусствоведения Санкт-Петербургского гуманитарного университета профсоюзов, дантовед.

## Биография
Арам Айкович Асоян родился 11 января 1941 года в семье высланного на Южный Урал члена партии «Дашнакцутюн» в городе Шадринске Челябинской области, ныне город областного подчинения Курганской области. Армянин.
Детство прошло в Шадринске. В 1955—1959 годах учился в Свердловском электротехническом техникуме железнодорожного транспорта, работал мастером на заводе электроинструментов (Свердловск). Основным из его увлечений этого времени был парашютный спорт в аэроклубе ДОСААФ (110 прыжков с парашютом). В 1960—1963 годах служил в Советской армии (Воздушно-десантные войска).
Был досрочно уволен в запас для сдачи приемных экзаменов на филологическом факультете Уральского государственного университета им. А. М. Горького. В 1969 году окончил УрГУ им. А. М. Горького. Выпускная квалификационная работа «Формы выражения авторского сознания в русской поэзии середины XIX в.» (научный руководитель — кандидат филологических наук, доцент А. К. Базилевская) была удостоена диплома на Всесоюзном конкурсе студенческих работ.
В 1969—1975 годах — учитель русского языка и литературы Песчанской средней школы Песчанского сельсовета Щучанского района Курганской области. Одновременно занимался журналистикой.
В 1975—1978 годах — аспирант кафедры истории русской литературы Ленинградского государственного педагогического института им. А. И. Герцена.
В 1978 году защитил кандидатскую диссертацию «Поэмы А. Н. Майкова 1840—1860-х гг.». В 1983—1986 годах — докторант кафедры всемирной литературы Московского государственного педагогического института им. В. И. Ленина (научные руководители — доктора филологических наук, профессора Борис Фёдорович Егоров и Александр Иванович Груздев; официальные оппоненты доктор филологических наук, профессор Соломон Абрамович Рейсер и старший научный сотрудник И. С. Чистова). С 1986 года — член Дантовской комиссии АН СССР.
С сентября 1986 года — доцент Шадринского государственного педагогического института. В 1986—1988 годах заведовал кафедрой литературы филологического факультета ШГПИ.
С 1989 года преподавал в Омском государственном педагогическом институте им. А. М. Горького. С 1989 года — доцент кафедры современной, затем новейшей литературы, с 8 апреля 1994 года — профессор кафедры культурологии ОмГПУ. Активно занимался редактированием научных изданий, в том числе ежегодника ОмГПУ «Гуманитарные исследования» (1996—2000) и Пушкинского альманаха (1999—2008). В 1988—1999 годах — председатель диссертационного совета ОГПИ-ОмГПУ. В 1997 году стал лауреатом конкурса «Лучшие спецкурсы по литературоведению» Института «Открытое общество». В период работы в ОмГПУ подготовил более 20 кандидатов филологических наук. Активно занимался популяризацией науки. Выступал в качестве ведущего и эксперта в ряде передач омского телевидения, сотрудничал с коллективом экспериментального камерного театра «Содружество драматических артистов — театр „Nota Bene“».
В 1992 году защитил докторскую диссертацию «Данте и pусская литература» (по совокупности научных работ) в Московского педагогическом государственном университете (научный консультант — доктор искусствоведения, доктор филологических наук, председатель Дантовской комиссии РАН Игорь Фёдорович Бэлза).
С сентября 2001 года — профессор кафедры зарубежной литературы Новосибирского государственного педагогического университета. С 2002 по 2005 годы — профессор кафедры романе-германской филологии филологического факультета Томского государственного университета (по совместительству).
С 2005 года профессор кафедры искусствоведения факультета искусств Санкт-Петербургского гуманитарного университета профсоюзов.
За время своей педагогической деятельности читал курсы: античная литература; мировая литература XX века история западноевропейской литературы, семиотика изобразительного искусства, методология, теория, история художественной критики и др.; спецкурсы «Семиотика орфического мифа в русской и европейской культуре»: «Культурологический анализ литературного текста», «Данте и русская литература».
Член диссертационных советов в Уральском педагогическом университете (1996—2001), в Санкт-Петербургском Гуманитарном университете профсоюзов (2007—2015). Член-корреспондент Петровской академии наук и искусств.
Арам Айкович Асоян скончался после продолжительной болезни 25 ноября 2020 года в городе Санкт-Петербурге. Похоронен на Смоленском православном кладбище муниципального округа Васильевский Василеостровского района города Санкт-Петербурга.

## Научно-исследовательская деятельность
Область научных интересов — компаративистика, поэтика (мифопоэтика), семиотика художественного текста, культурологического анализ художественного произведения, современные филологические практики (деконструкция), религия и художественной литературы, русское литературное зарубежье, теория литературы как учебная дисциплина.
Принимал участие в работе конференций, семинаров и симпозиумов, в том числе международных: «Пушкин и современный мир» (Москва, 1997); «Культура и текст» (Барнаул — Санкт-Петербург, 1997); «Вячеслав Иванов — Петербург — мировая культура» (Санкт-Петербург, 2002); «Античность и культура Серебряного века» (Москва, 2010); «Английская литература в контексте мирового литературного процесса» (Киров, 1996); «Проблемы современного знания и вызовы времени» (Москва, 2013); «Культура в фокусе научных парадигм» (Донецк, 2015); «Встречи и диалоги в смысловом поле культуры» (Омск, 2011, 2016, 2017) и др.

### Основные работы
Автор более 250 научных публикаций.
Монографии и сборники
- Данте и русская литература конца XIX-нач. XX вв. — Свердловск: Изд-во УрГУ, 1989. — 172 с.
- Почтите высочайшего поэта… Судьба «Божественной комедии» Данте в России — М.: Книга, 1990. — 216 с.: ил.
- Школа филологического ремесла: науч. сб. / под ред. А. А. Асояна — Омск: ОмГПУ, 1996. — 127 с.
- Морфология дискурса лжи в литературе и культуре: [коллективная монография в 2 частях]. — Ч. 2: Дискурс лжи в литературе: структурно-функциональные аспекты / [Асоян А. А., Александрова М. А., Большухин Л. Ю. и др]. — Новосибирск: НГПУ, 2013. — 125 с.
- Данте в русской культуре. — М., СПб: Центр гуманитарных инициатив, Университетская книга, 2015. — 286 с.
- Семиотика мифа об Орфее и Эвридике. — СПб.: Алетейя, 2015. — 170 с.
- Пушкин ad marginem. — СПб.: Алетейя, 2015. — 190 с.
- Данте Алигьери и русская литература. — СПб: Алетейя, 2015. — 347 с.
- От Дидро до Деррида. Философско-эстетические основы художественной критики. — СПб.: Алетейя, 2016. — 586 с.
- Семиотика и метафорика художественных форм. — СПб: Алетейя, 2019. — 428 с.
- «Языком Истины свободной». — СПб: Алетейя, 2020. — 224 с.

Статьи
- Вл. Одоевский и Ф. Сологуб // Художественная индивидуальность писателя и литературный процесс XX в.: тезисы докладов межвуз. науч. конф. — 1995. — С. 10-13.
- Асоян А. А., Резник Э. Р. Деструкция литературного портрета в «Елисейских полях» В. Яновского // Художественная индивидуальность писателя и литературный процесс XX в.: тезисы докладов межвуз. науч. конф. — 1995. — С. 33-35.
- Учебная программа курса «введение в культурологию» // Педагогическая наука, технология практика. — 1997. — № 2. — С. 122—125.
- Катарсис, «лук и лира» и гибель Пушкина // Вестник Омского университета. — 1997. — Вып. 2. — С. 64-67.
- «Борис Годунов» и «История Государства Российского» Н. М. Карамзина // Пушкинский альманах: сб. науч. ст. — Омск, 1999. — С. 25-52.
- Родословная Пушкина — история России // Пушкинский альманах: сб. науч. ст. — Омск, 1999. — С. 161—170.
- Луи Деляр — переводчик и комментатор «Онегина» // Национальный гений и пути русской культуры: Пушкин, Платонов, Набоков в конце XX века: материалы регион. симп., 8-10 июня 1999 г. — Омск, 1999. — Вып. 1. — С. 40-47.
- Метатексты пушкинской статьи «Александр Радищев» // Пушкинский альманах: сб. науч. ст. — Омск, 2001. — № 2. — С. 37-51.
- Орфический сюжет в стихотворном романе А. Пушкина // Гуманитарные исследования: ежегодник. — Омск, 2002. — Вып. 7. — С. 144—149.
- Ф. Достоевский и Вл. Ходасевич // Достоевский и современность: сб. науч. тр. и материалов. — Сургут, 2002. — № 2. — С. 66-75.
- «Два голоса» Тютчева и «Илиада» Гомера // Пушкинский альманах: сб. науч. ст. — Омск, 2004. — № 3. — С. 115—125.
- Мейнстрим и провинциальные топосы культуры // Встречи и диалоги в смысловом поле культуры: сб. — Омск, 2013. — № 3. — С. 123—130.

Учебные издания
- Русское литературное зарубежье: хрестоматия для старшеклассников. — Омск: ОмГПУ, 1994. — 592 с.
- Прологомены. Лекции по теории литературы. — Омск: ОмГПУ, 1995. — 183 с.
- Proscholium. Инструментарий и практика литературного анализа. Учебное пособие. — Омск: ОмГПУ, 2006. — 221 с.
- Зарубежный роман первой половины XX века: учебное пособие. — Ишим: ИГПИ, 2010. — 101 с.
- Prologos: лекции по теории литературы: учебное пособие. — Омск: ОмГПУ, 2010. — 157 с.

## Награды и звания
- Почётный профессор Санкт-Петербургского Гуманитарного университета профсоюзов (2016)[11].

## Память
- Междисциплинарный семинар «Встречи и диалоги в смысловом поле культуры» памяти Арама Айковича Асояна и Антона Вадимовича Свешникова (Омск, 12-13 марта 2021 года)[12].

## Семья
Отец, Айк Мкртичевич Асоян (1899—1943), был членом партии «Дашнакцутюн», в составе боевой группы партии участвовал в июле 1922 года в тифлисском покушении на одного из организаторов геноцида армян в Первую мировую войну Джемаль-пашу, был арестован, находился в заключении, затем выслан на Южный Урал, в село Ольховка Ольховского района Челябинской области (ныне село входит в Шадринский муниципальный округ Курганской области). На поселении женился на дочери протоиерея Русской православной церкви, учительнице школы 2-й ступени Екатерине Васильевне Плотниковой (1903—1967).
Арам Асоян был дважды женат.
- Вторая жена — Татьяна Ивановна Подкорытова (род. 14 апреля 1953), кандидат филологических наук, преподаватель кафедры литературы Шадринского государственного педагогического института (до 1988 года), затем доцент кафедры литературы и культурологии Омского государственного педагогического университета.
- Сын Юлий (род. 1964, от первого брака), кандидат философских наук, доцент кафедры истории и теории культуры Российского государственного гуманитарного университета.
- Сын Александр (род. 1980, от второго брака), эколог, ведущий сотрудник Института территориального планирования «Град».